# مهره ترخانان
مهره ترخانان (به انگلیسی: Tar Khanan Na Mohra) یک شهر در پاکستان است که در اسلام‌آباد واقع شده‌است. مهره ترخانان ۵۶۶ متر بالاتر از سطح دریا واقع شده‌است.